# Pavetta angolensis
Pavetta angolensis är en måreväxtart som beskrevs av William Philip Hiern. Pavetta angolensis ingår i släktet Pavetta och familjen måreväxter. Inga underarter finns listade i Catalogue of Life.